# Schlosspark Kirchschönbach

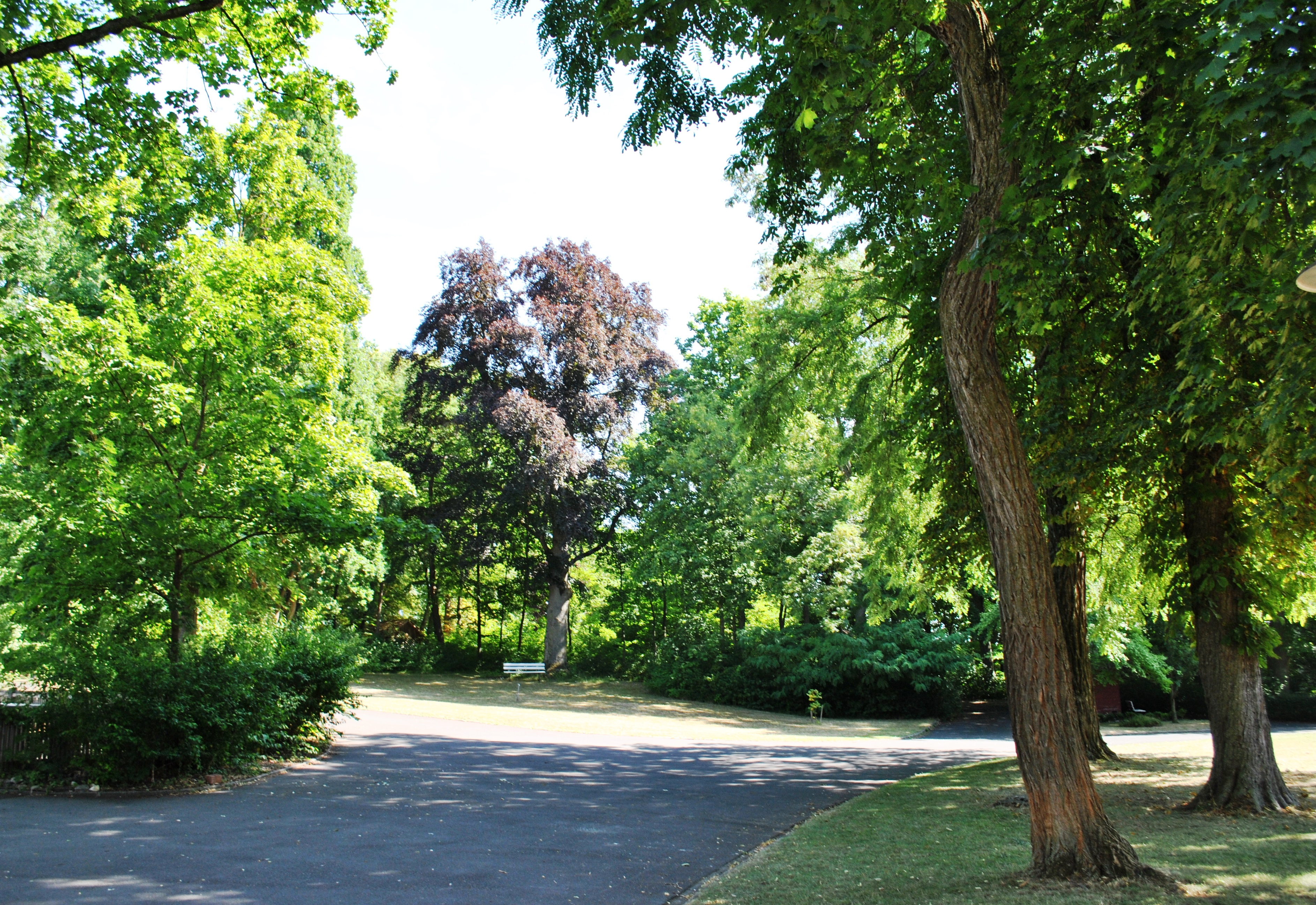
Der Schlosspark in Kirchschönbach

Der Schlosspark Kirchschönbach ist eine denkmalgeschützte Gartenanlage im Ortsteil Kirchschönbach der Gemeinde Prichsenstadt im unterfränkischen Landkreis Kitzingen. Der Schlosspark befindet sich im Norden des Schlosses Kirchschönbach.

## Geschichte
Das Schloss Kirchschönbach wurde im 17. Jahrhundert von den Herren von Guttenberg bewohnt. Im Zuge des Schlossneubaus durch den Würzburger Hofbaumeister Joseph Greissing entstand wahrscheinlich auch die Parkanlage. Über diesen älteren Schlossgarten haben sich kaum Quellen erhalten, weswegen auch die konkrete Ausgestaltung der Anlage nicht erforscht ist. Gesichert ist lediglich, dass der Park mehrere Gestaltungsphasen erlebte. 1789 gelangte der Besitz der Guttenberg, darunter auch der Schlosspark, an das Hochstift Würzburg.
Nach 1803 gelangte die Anlage in private Hände. Im Urkataster von 1833 bestand bereits ein Landschaftspark nach englischem Vorbild in Kirchschönbach. Im Jahr 1875 erwarben die Grafen zu Schönborn Schloss und Park. Wahrscheinlich wurde unter ihnen die Anlage weiter umgestaltet und in ihrer Größe reduziert. Eventuell nahmen sich die Grafen an den Parks in Gaibach und Wiesentheid ein Vorbild, die ebenfalls von Familienmitgliedern angelegt und verändert worden waren. Hierauf verweisen die alten Bäume im nördlichen Teil des Parks. 
Eine weitere Umgestaltung erlebte die Anlage mit dem Übergang an die Zeller Schwestern, die ab 1924 das Schloss bewohnten und dort ein Mädchen-Fürsorgeheim errichteten. Die Schwestern ließen vor allem die religiösen Elemente der Parkanlage bestehen, die bereits von den Grafen von Schönborn errichtet worden waren. So geht eine Lourdesgrotte und ein Kreuzweg auf die letzten Besitzer aus dem Hause Schönborn zurück. Außerdem hat sich innerhalb des Parks eine Kegelbahn des 19. Jahrhunderts erhalten. Das Wegenetz wurde von ihnen allerdings reduziert. 1992 wurde das Fürsorgeheim aufgegeben. Die Parkanlage wird vom Bayerischen Landesamt für Denkmalpflege als Baudenkmal eingeordnet.

## Heutiger Zustand
Der Park wird vom Schloss Kirchschönbach im Osten der Anlage dominiert. Daneben hat sich die ehemalige Schlossgärtnerei am Rande des Parks erhalten. Die Anlage wurde immer wieder verändert. Von den exotischen Pflanzen, die noch im 19. Jahrhundert um das Schloss wuchsen, hat sich nichts mehr erhalten. Im Süden des Schlosses besteht ein kleiner Teich. Der Park besteht aus baumbestandenen Alleen, die sich um mehrere Wiesen anordnen. Durch die Veränderungen der letzten 100 Jahre konnte sich ein alter Gehölzbestand aufbauen.